# Alberto Cavasin
Alberto Cavasin, italijanski nogometaš in trener, * 9. januar 1956, Treviso.
Cavasin je v svoji karieri treniral ekipe Fiorentine, Lecceja, Brescie, Trevisa, Messina in Sampdorie.